# Repúbliques de la Unió Soviètica

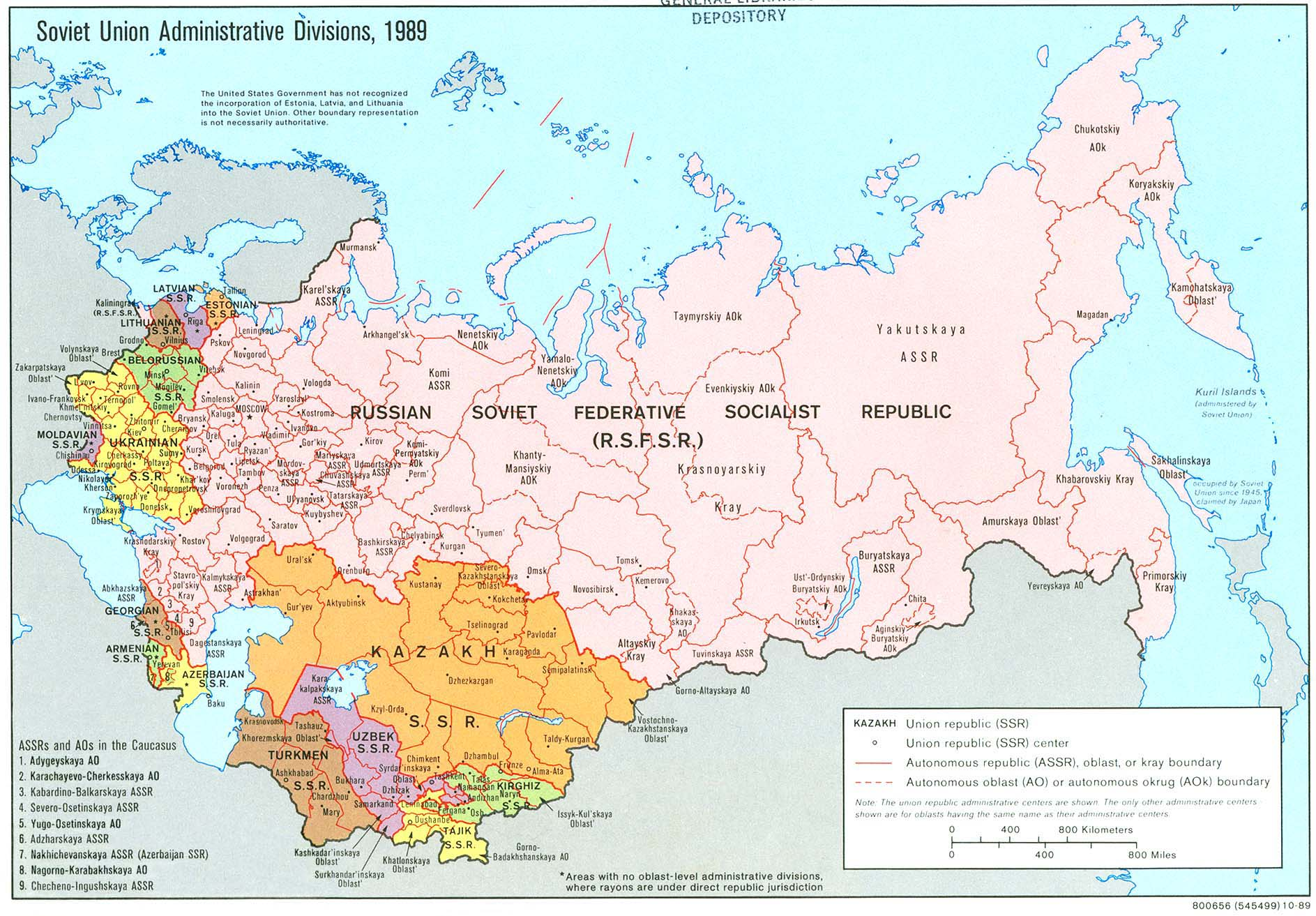
Divisions administratives de la Unió Soviètica l'any 1989

Es va anomenar Repúbliques de la Unió Soviètica (en rus: сою́зные респу́блики, transcripció: soiúznie respúbliki) a les repúbliques socialistes soviètiques que conformaven constitucionalment la Unió de Repúbliques Socialistes Soviètiques (URSS). La seva quantitat va variar al llarg dels 69 anys d'existència de l'URSS, quedant establerta en 15 en les seves dècades finals d'existència. Després de la dissolució de l'URSS l'any 1991 totes les repúbliques es van independitzar, passant 12 d'elles a conformar el que es conegué amb el nom de Comunitat d'Estats Independents.
Com a federació que era la Unió Soviètica d'acord amb la Constitució i el Tractat de la Unió, les repúbliques federades gaudien d'una àmplia autonomia per a la seva administració interna. Cadascuna d'elles posseïa el seu propi partit comunista, amb l'excepció de la República Socialista Federada Soviètica de Rússia. Cada república posseïa a més la seva pròpia bandera, escut i himne. Totes les banderes i escuts tenien la falç i martell, símbol del comunisme, i predominant color vermell. Els himnes tracten assumptes com l'amistat fraternal entre els habitants de les repúbliques, un futur brillant i l'homenatge a Lenin, ideòleg de la Revolució d'Octubre i primer dirigent de la Unió Soviètica.
Sota la Constitució, adoptada l'any 1924 i modificada els anys 1936 i 1977, la fundació política de l'URSS estava basada en els Soviets de Diputats del Poble. Aquests existien en tots els nivells de la cadena administrativa, amb el nivell federal englobant tots en el Soviet Suprem radicat a la ciutat de Moscou, que al seu torn designava el poder executiu central. En l'àmbit econòmic existia una sèrie de consells de l'economia nacional que confluïen en un cos únic a nivell federal, relacionat amb el Ministeri de Planificació.
El caràcter federal de la Unió i l'autonomia de les repúbliques federades convivien amb un fort poder central que resultava elemental per a la seva cohesió. La pèrdua de poder del govern central durant el mandat de Mikhaïl Gorbatxov i el consegüent enfortiment enfront del mateix de les repúbliques és considerat un dels factors causants de la dissolució de l'URSS. D'acord amb l'article 72 de la Constitució Soviètica de 1977, cada república mantenia el dret a la secessió. Durant la crisi política de 1991 Rússia, Ucraïna i Belarús la van utilitzar per a dissoldre legalment la Unió.
Juntament amb la cadena de l'administració estatal existia l'estructura paral·lela del Partit Comunista de la Unió Soviètica, que estava estructurat de la mateixa manera federal i li permetia exercir un considerable nivell d'influència sobre els òrgans de poder en tots els nivells. Organismes administratius de l'Estat prenien ordres directes del Partit i l'aprovació de diferents funcionaris estatals d'alt nivell requeria l'aprovació dels seus organismes centrals. Una pràctica general era que la posició de cap d'Estat en una república federada fos un oficial local, mentre la posició de Secretari General del Partit Comunista local fos d'un ciutadà d'altra república.

## Les repúbliques i l'esfondrament de la Unió Soviètica
Les repúbliques soviètiques van tenir un paper important en la dissolució de la Unió Soviètica. Sota la presidència de Mikhaïl Gorbatxov, les polítiques de glàsnost i perestroika van ser dissenyades amb l'objecte manifest de modernitzar el país. No obstant això, un dels seus immediats efectes va ser l'increment del poder cap a les repúbliques.
En primer lloc, la liberalització política va permetre als governs de les repúbliques fer proselitisme invocant el multipartidisme, el nacionalisme i altres temàtiques contràries a l'ideal sostingut pel poder soviètic. Addicionalment, els canvis en la direcció política van donar lloc a fractures dintre del mateix Partit Comunista, la qual cosa va reduir el poder efectiu de l'administració central. La perestroika, per la seva banda, va dur a una gran descentralització de l'economia, que va començar a ésser privatitzada i controlada pels governs regionals abans que pels òrgans centrals de planificació.
Les polítiques de Gorbatxov no van seguir el rumb esperat i el 1991 la Unió Soviètica es va dissoldre davant la secessió de les seves repúbliques. Gorbatxov va arribar a proposar la creació d'un nou Tractat de la Unió que deixaria al govern central només els assumptes de defensa i política exterior amb la condició de mantenir unides a les repúbliques, però no va tenir èxit davant la negativa dels governs locals. Cadascuna de les repúbliques es va convertir en estat independent, encara que 12 de les 15 existents al moment del desmembrament de la Unió van conformar la Comunitat d'Estats Independents (CEI).

## Repúbliques de la Unió
| 1. RSS d'Armènia 2. RSS de l'Azerbaidjan 3. RSS de Belarús 4. RSS d'Estònia 5. RSS de Geòrgia 6. RSS del Kazakhstan 7. RSS del Kirguizstan 8. RSS de Letònia 9. RSS de Lituània 10. RSS de Moldàvia 11. RSFS de Rússia 12. RSS del Tadjikistan 13. RSS del Turkmenistan 14. RSS d'Ucraïna 15. RSS de l'Uzbekistan | 1. Armènia 2. Azerbaidjan 3. Belarús 4. Estònia 5. Geòrgia 6. Kazakhstan 7. Kirguizstan 8. Letònia 9. Lituània 10. Moldàvia 11. Rússia 12. Tadjikistan 13. Turkmenistan 14. Ucraïna 15. Uzbekistan |

## Altres repúbliques de l'URSS
- La República Socialista Federativa Soviètica de Transcaucàsia van existir entre 1922 a 1936 i agrupava Armènia, l'Azerbaidjan i Geòrgia.
- La República Socialista Soviètica Carelo-Finlandesa va existir entre el 31 de març de 1940 i el 16 de juliol de 1956.
- La República Popular Soviètica de Coràsmia i la República Popular Soviètica de Bukharà van existir entre 1920 i 1924 abans de la delimitació nacional a l'Àsia central en què van passar a formar part de l'RSS del Turkmenistan i RSS de l'Uzbekistan (que incloïa la RSSA del Tadjikistan).

- Sota l'amenaça de la intervenció estrangera, es va crear una zona formalment independent, la República de l'Extrem Orient,[1] que va existir entre el 6 d'abril de 1920 i fins al 15 de novembre de 1922.
- Durant l'assalt soviètic en la guerra contra Polònia (1919-1922), va haver-hi un intent del Comitè Revolucionari Provisional Polonès, dirigit per Julian Marchlewski en Białystok, de constituir la República Socialista Soviètica Polonesa. Altres repúbliques soviètiques no reconegudes del 1919 són la República Soviètica Hongaresa i la República Soviètica Eslovaca.